# Primum ac Prototypum Collegium Societatis Iesu
Il Primum ac Prototypum Collegium Societatis Iesu è un collegio istituito nel 1548 a Messina da Ignazio di Loyola.
Il collegio testimonia la tradizione educativa dei gesuiti e rappresenta un punto focale della storia della cultura e dell'istruzione, sia in Italia che nel mondo: si trattò infatti del primo centro di studi che i gesuiti crearono esclusivamente per i laici (la Compagnia di Gesù inizialmente non si proponeva infatti di operare nel campo dell'educazione) e proprio in questo istituto fu formulata, nella sua prima versione, la Ratio Studiorum (fu proprio il gesuita messinese Stefano Tuccio a contribuire più significativamente alla stesura della Ratio Studiorum), un metodo di istruzione scolastica che è stato esportato dai gesuiti man mano che i loro collegi si moltiplicavano, prima in tutta l’isola e poi nel resto d'Italia e del mondo, divenendo la base dei metodi di insegnamento scolastico della civiltà occidentale, in uso ancora oggi. Il collegio ha cambiato più volte denominazione, sede e gestione, attualmente è una scuola paritaria di ispirazione cattolica denominato Collegio Sant'Ignazio.

## Storia

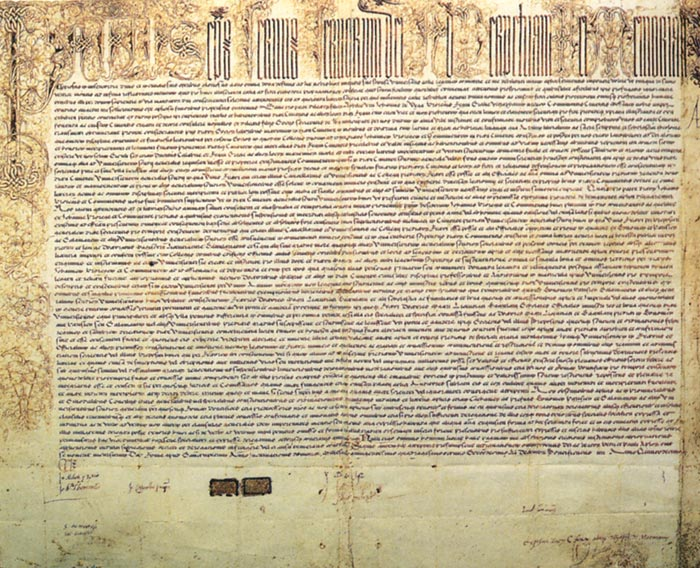
La bolla datata 16 novembre 1548 del Pontefice Paolo III istitutiva il Messanense Studium Generale

Al termine del XV e all'inizio del XVI secolo, nelle città siciliane le condizioni culturali erano estremamente limitate, tanto che a Messina e Palermo non esistevano scuole; il risveglio intellettuale dell'epoca rinascimentale spinse però i siciliani, e i messinesi in particolare, a richiedere l'offerta di istituti culturali. Nel 1547, con l'arrivo in città di Juan de Vega, nominato viceré di Sicilia, il problema fu affrontato a livello sistemico grazie alle incalzanti richiesti dei Giurati messinesi e, assecondando il desiderio della popolazione, il senato cittadino approvò il progetto di Vega di affidare a Ignazio di Loyola, fondatore della Compagnia di Gesù, il compito di aprire e gestire un collegio per la popolazione. Il gesuita immaginò di poter costituire a Messina un centro intellettuale strategico per la diffusione culturale cattolica nell’oriente ortodosso e musulmano; accettò quindi l'incarico, nonostante ricevesse richieste simili da altre città d'Europa, con l'idea di mettere in pratica un disegno politico e pedagogico di grande importanza per tutta la cristianità: i gesuiti assunsero infatti il compito di formare i cristiani, ponendosi in contrasto con il luteranesimo, che proprio in quel periodo si stava diffondendo in tutta Europa colpendo la gerarchia e la dottrina della chiesa cattolica, che a sua volta aveva risposto con la controriforma e col Concilio di Trento. Ignazio selezionò quindi dieci confratelli e il 18 marzo 1548 li inviò a Messina, dove gli fu assegnata la chiesa di San Nicolò dei Gentiluomini e il 9 aprile inaugurarono l'apertura del collegio con le prime lezioni: a tale evento partecipò, oltre al viceré, alla magistratura e ai giurati, una folla di gente di ogni classe sociale. Poiché i locali della chiesa non erano sufficienti ad ospitare tutti i discenti, fu rapidamente concesso ai gesuiti l'utilizzo di alcuni locali dell'Arcivescovado, dove il 24 aprile si tennero le prime lezioni di grammatica con 170 alunni delle scuole inferiori. Il successo di tale iniziativa portò papa Paolo III (già sostenitore dell'iniziativa gesuitica, in quanto nel 1540, con la bolla Regimini militantis Ecclesiae approvò ufficialmente la costituzione dell'ordine) ad emanare, il 16 novembre 1548, la bolla pontificia Copiosus in misericordia Dominus, con la quale istituiva a Messina la scuola Messanense Studium Generale, prima iniziativa che porterà alla costituzione dell'università messinese, affidandone la gestione ai gesuiti e concedendole privilegi di pari livello rispetto alle maggiori università d'Europa. Il 24 dicembre 1548, su insistenza di Ignazio, Paolo III emanò un’altra bolla, la Summi sacerdotis ministerio, con la quale istituiva il Collegio Mamertino, quello che si può definire il primo collegio gesuitico al mondo, denominato Primum ac Prototypum Collegium Societatis Jesus, in quanto modello dei successivi istituti scolastici fondati e gestiti dai gesuiti.
Il senato messinese però non accettò di buon grado che i gesuiti controllassero l'intera iniziativa culturale cittadina, pertanto nel 1549 venne raggiunto un compromesso: le facoltà di filosofia, teologia, lettere e lingue furono affidate ai gesuiti; quelle di medicina, giurisprudenza e diritto canonico vennero affidate al senato, che avrebbe nominato un rettore a parte. Le lezioni si svolsero sin da subito, ma il collegio non poté conferire lauree a causa di un'accesa controversia con la città di Catania, che non intendeva porre a rischio la propria fama e rivendicava il monopolio sugli studi universitari nell'isola, ritardando di quasi 50 anni il completamento del progetto di Ignazio: fu infatti solo nel 1595 che la situazione si sbloccò, con l'intervento del tribunale della Sacra Rota, che emise una sentenza definitiva a favore dell'istituto messinese. Nonostante varie vicissitudini, interruzioni e riorganizzazioni, il modello adottato rimase in piedi per circa 200 anni, fino al 1767, quando Ferdinando I emise un decreto con cui cacciò i gesuiti dalla Sicilia. A questi ultimi fu permesso di tornare nell'isola solo nel 1884, quando, dopo varie vicende, l'università cittadina aveva ormai intrapreso un proprio corso, pertanto i gesuiti ripresero l'attività di educatori assumendo la direzione della scuola “Maurolico”.
Nei cinque secoli successivi, il collegio ha cambiato più volte denominazione, sede e gestione. Sua sede storica fu l'omonimo palazzo, costruito all'inizio del XVII secolo e distrutto nel terremoto del 1908, poi ricostruito nel 1933 in altro loco e abbattuto il 30 aprile 1975, arrivando alla fine del XX secolo all'attuale denominazione, Collegio Sant'Ignazio, e sede in via Ignatianum, dove sono offerti corsi scolastici di quattro ordini: dell’infanzia, primaria, secondaria di primo grado e di secondo grado ad indirizzo classico, scientifico, scienze umane e made in Italy.
Nel 2012, il collegio ha realizzato due sale per raccogliere il proprio patrimonio museale, incrementato ulteriormente nel 2015 con l'acquisizione delle collezioni naturalistiche ricche di numerosi reperti di origine siciliana precedentemente conservati presso l'istituto Ancelle del  Sacro Cuore di Gesù di Palermo, e provenienti dall'omonimo collegio romano, dal quale furono trasferite nel 1939.  Nel maggio 2016 il collegio ha fondato un parco zoologico e una fattoria didattica. Oggi il Collegio Sant'Ignazio è membro della fondazione Gesuiti Educazione, che offre vari servizi alle scuole associate per compensare il calo del numero di gesuiti nel mondo.